# Aksuat
Aksuat är en ort i Kazakstan. Den ligger i den östra delen av landet, 900 km öster om huvudstaden Astana. Antalet invånare är 6 696.